# 박동식
박동식(朴東植, 1958년 4월 24일~)은 대한민국의 정치인이다. 제11대 사천시장이다.

## 학력
- 문선초등학교 (졸업)
- 삼천포중학교 (졸업)
- 삼천포공업고등학교 (졸업)
- 경남과학기술대학교 (미생물공학 / 휴학중)

## 역대 선거 결과
|  | 64.97% |

|  | 61.04% |

|  | 67.31% |

|  | 53.91% |

|  | 63.00% |

| 전임 송도근 | 제11대 경상남도 사천시장 2022년 7월 1일~ |  |